# الموضة في كوريا الجنوبية

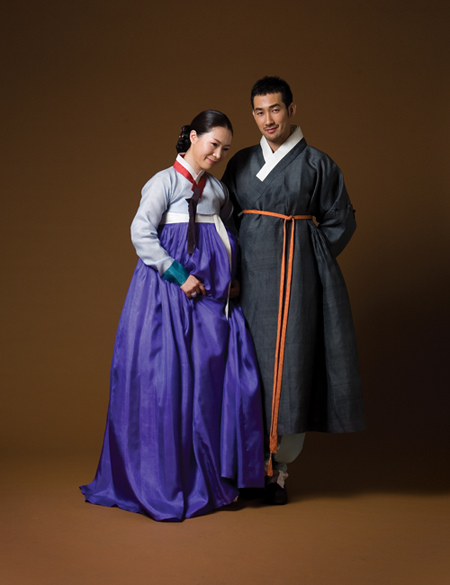

في السنوات الاخيرة تطورت الازياء في كوريا الجنوبية بسبب الألهام الغربية وأيضا بسبب الثورة وممارسات وسائل الاعلام الاجتماعية كما هو الحال مع الاقتصاد النامي للبلاد.
في الوقت الحالي، لاتزال كوريا الجنوبية تحتفظ بأسلوبها الفريد من نوعه في الأزياء والذي أصبح مؤثرا في جميع صيحات العالمية. أصبحت أشكال الموضة في كوريا معبرة أكثر، حيث أصبحت تعبر أكثر عن تميز شخصية، والتي غابت عن ذلك نظيرتها كوريا الشمالية.
بالإضافة إلى ذلك، الموجة الكورية التي لها تأثير قوي على عالم الموضة وأيضا تأثير قوي وملحوظ في على سبيل المثال، حيث قام بعض من نجوم البوب من كوريا في الآونة الأخيرة بارتداء بعض الازياء الخارجة عن المألوف في بعض المدن الكبيرة مثل نيويورك، إحدى أكبر عواصم الموضة في العالم ويتوقع المؤلف يوني هونغ أن ظاهرة الموضة الكورية سوف تكون منتشرة في جميع أنحاء العالم.
صيحات الموضة:
- 1950-60: دخلت الملابس الغربية إلى الثقافة الكورية.
- 1970-80: تطوير صناعة الملابس الجاهزة (الملابس التي تتم صناعتها في المصانع وتكون جاهزة للبيع)
- 1980-90: زيادة في نسبة شعبية العلامات التجارية.
- في الوقت الحالي: التداول عبر الموضة، التوسع الخارجي للملابس الكورية.

نظرة عامة على صناعة الأزياء:
1917-1717: بدأت صناعة الغزل والنسيج حيث تأسست مؤسسة جوسون للأقمشة، وبدأت الصناعة القوية مع أيدي عاملة ذو أجر رخيص.
1960: تغيرت الصناعة من الايدي العاملة عندما ظهرت شركات الإنتاج الضخمة.
 1970: بدأت صناعة الملابس النسائية ومصممي الأقلية يصنعون بدلات نسائية جاهزة في محلات صغيرة.
 1972-1997: أصبحت الشركات الكبرى تشارك في صناعة الملابس الجاهزة حيث أصبحت هناك زيادة ملحوظة في نوعية الملابس.
 بعد سبعينيات القرن العشرين: بسبب زيادة النتائج القومية الإجمالية والظهور الاجتماعي للمرأة، فبدأت الملابس النسائية أكثر تنوع من سابق.
1982-1980: ظهر التلفاز الملون والزي الخاص الموحد في المدارس والقوانين الخاصة بتصفيف الشعر الأكثر تأثير على الموضة.
1986 -1988: استضافت كوريا دورة الألعاب الآسيوية والألعاب الأولمبية الصيفية في سنة 1988 فأحدث ذلك تطورًا كبيرًا في ماركات الملابس الرياضية.
1997: انخفضت صناعة الأزياء في صندوق النقد الدولي.
1999: انتعاش صناعة الأزياء بعد انخفاضها (مواد من الدرجة الفاخرة ذات علامات تجارية مشهورة بشكل كبير وملحوظ)
في الوقت الحالي: تدعم الحكومة الاهتمام العام بصناعة الأزياء حيث ارتفعت مكانة صناعة الأزياء الكورية في العالم .
عروض الأزياء في كوريا:
- 1955: اسم المصمم الرسمي يستخدم في كوريا الجنوبية في المقام الأول ومن المصممين المعتمدين هم نورانو سو كيونغ سيو، يونغ أي كيم.[1]
- 1958: تم افتتاح أول مسابقة الأزياء في كوريا.
- 1962: تمت إقامة أول عرض الأزياء الدولي في كوريا.
- 1964: تم افتتاح ثاني مسابقة للأزياء في كوريا.
- 1966: تم افتتاح عرض للأزياء الكورية في معرض بجنوب شرق آسيا.
- 1969: تأسست KAFDA (المصممين الكوريين في جمعية نيويورك)
- 1970: تم افتتاح معرض الأزياء الكوري في اليابان في معرض 70.
- 1972: تم افتتاح عرض أزياء للمزارعين في مجمع أبحاث تنمية المجتمع، وإنشاء KPD (رابطة مصمم بوسان).
- 1983: تم افتتاح أول معرض تنافسي لتصميم المنسوجات والأزياء في كوريا.
- 1987: افتتاح سانج بانجو أول عرض أزياء له للقماش متعدد التخصصات.
- 1990: تم افتتاح مجموعة SFAA وشارك المصمم سين وي لي في مجموعة طوكيو، ومن بعد ذلك أصبحت الأزياء في كوريا الجنوبية معروفة على نطاق واسع وكبير بسبب مجموعة طوكيو.
- 1992: تم افتتاح مهرجان داجون للمصممين الكوريين في الخارج.
- 1993: شارك المصممون الكوريون في معرض الأزياء الجاهزة في باريس.
- في الوقت الحالي: يصممون المصممون الكوريون الجنوبيون عروض الأزياء الكورية في العديد من البلدان، وكثير ما يتم عرض الاسلوب الخاص بالأزياء الكورية.